# Sickerode
Sickerode é um município da Alemanha localizado no distrito de Eichsfeld, estado da Turíngia.  Pertence ao verwaltungsgemeinschaft de Ershausen/Geismar.

## Demografia
Evolução da população (em 31 de dezembro):
| - 1933 - 237 1) - 1939 - 212 1) - 1994 - 186 - 1995 - 186 - 1996 - 185 | - 1997 - 189 - 1998 - 186 - 1999 - 183 - 2000 - 179 - 2001 - 176 | - 2002 - 173 - 2003 - 171 - 2004 - 172 |

Fonte: Thüringer Landesamt für Statistik
1) Michael Rademacher: "Deutsch-österreichisches Ortsbuch 1871-1945"